# Marc Farell Jorba
Marc Farell Jorba (Sabadell 1902 - 1982) va ser un dibuixant, pintor i gravador català. En determinats contextos va utilitzar els pseudònims Farell i Català (FiC) i també Kif o Noé
Es va formar a l'Acadèmia de Belles Arts de Sabadell prop de Joan Vila i Cinca i a Barcelona, a l'Institut de les Arts del Llibre, amb Manuel Urgellès i Trias. Els inicis de la seva activitat se situen durant els anys 20 del segle xx, col·laborant com a il·lustrador de literatura popular i de revistes com Lecturas, Ki-Ki-Ri-Ki, Chiquitín, Alegría o La risa infantil També va realitzar treballs de dibuix publicitari (Sabons Albada) Entre les editorials de les quals va ser col·laborador assidu es compten Edicions Bistagne, Edicions Adán i Eva (un segell alternatiu de Bistagne) o Editorial Marco.
Després de la guerra civil espanyola va seguir treballant com a il·lustrador però també es va dedicar a la pintura mural (Caputxins d'Igualada, Santa Maria de Mataró, Església de les Escoles Pies de Calella), el gravat a l'aiguafort o l'exlibrisme. El 1948 va guanyar el concurs de saló d'exlibris celebrat a Igualada i l'any 1953 va guanyar un concurs d'exlibris convocat pel Cercle Artístic de Barcelona Hi ha obra seva al Museu d'Art de Sabadell.